# А́
Cette page contient des caractères spéciaux ou non latins. S’ils s’affichent mal (▯, ?, etc.), consultez la page d’aide Unicode.
Ne doit pas être confondu avec la lettre latine a accent aigu Á.
Le A accent aigu (capitale А́, minuscule а́) est une lettre de l'alphabet cyrillique utilisée dans certaines langues comme le biélorusse, le kirghize, le russe, ou le rusyn lorsque l’intonation est indiquée à l’aide de l’accent aigu.

## Utilisations
Le А́ est utilisé en russe lorsque l’intonation d’une syllabe est indiquée sur la voyelle А.

## Représentation informatique
Le A accent aigu peut être représenté avec les caractères Unicode suivants, :
| formes    | représentations | chaînes de caractères | points de code | descriptions                                          |
| --------- | --------------- | --------------------- | -------------- | ----------------------------------------------------- |
| capitale  | А́               | А◌́                    | U+0410 U+0301  | lettre majuscule cyrillique a diacritique accent aigu |
| minuscule | а́               | а◌́                    | U+0430 U+0301  | lettre minuscule cyrillique a diacritique accent aigu |